# Parki narodowe w Wielkiej Brytanii

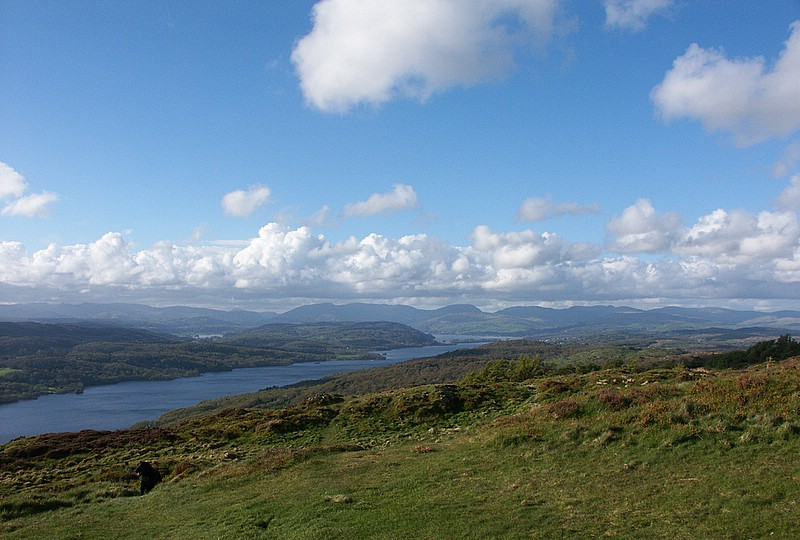
Park Narodowy Lake District

Na terenie Zjednoczonego Królestwa znajduje się 15 parków narodowych, w tym dziesięć w Anglii, trzy w Walii i dwa w Szkocji. W Anglii, Walii i Irlandii Płn. powołuje się je na podstawie Ustawy o Parkach Narodowych i Dostępie do Wsi z 1949 r. (National Parks and Access to the Countryside Act 1949), zaś w Szkocji na podstawie Ustawy o Parkach Narodowych z 2000 r. (National Parks Act 2000) uchwalonych przez parlament szkocki. W przeciwieństwie do większości innych państw brytyjskie parki narodowe obejmują grunty głównie prywatne, są zamieszkałe i są porównywalne do polskich parków krajobrazowych (obie formy ochrony przyrody mają kategorię V według IUCN). Tworzy się je w miejscach względnie słabo rozwiniętych, cennych krajobrazowo w celu ochrony dziedzictwa przyrodniczego, krajobrazowego i kulturowego oraz promocji zachowań ekologicznych wśród społeczeństwa.
Brytyjskie parki narodowe są bardzo chętnie odwiedzane przez turystów (110 mln wizyt rocznie; dla porównania w Polsce parki narodowe odwiedza ponad 11 mln turystów, a we Francji około 6 mln). Wśród zagrożeń brytyjskich parków narodowych wymienia się: przeciążenie najciekawszych miejsc przez turystów, erozja ścieżek na skutek nadmiernego ruchu turystycznego, przeszkadzanie zwierzętom np. przez hałas, używanie rowerów itp., zaśmiecanie, niszczenie ogrodzeń farmerskich, zmiana zachowań lokalnej społeczności, konflikty między różnymi grupami turystów (np. między używającymi motorówek a innymi turystami wodnymi w Parku Narodowym Lake District). Z drugiej strony brytyjskie parki narodowe mają znaczący wpływ na lokalną ekonomię, wytwarzając około 25 procent nowych miejsc pracy.

## Parki narodowe Anglii i Walii
| \| \| Park Narodowy \| Rok powołania \| km² \| \| 1 \| Peak District \| 1951 \| 1438 km² \| \| 2 \| Lake District \| 1951 \| 2292 km² \| \| 3 \| Snowdonia (wal. Parc Cenedlaethol Eryri) \| 1951 \| 2142 km² \| \| 4 \| Dartmoor \| 1951 \| 956 km² \| \| 5 \| Pembrokeshire Coast (wal. Arfordir Penfro) \| 1952 \| 620 km² \| \| 6 \| North York Moors \| 1952 \| 1436 km² \| \| 7 \| Yorkshire Dales \| 1954 \| 1769 km² \| \| 8 \| Exmoor \| 1954 \| 693 km² \| \| 9 \| Northumberland \| 1956 \| 1049 km² \| \| 10 \| Brecon Beacons (wal. Bannau Brycheiniog) \| 1957 \| 1351 km² \| \| 11 \| The Broads \| 1988 \| 303 km² \| \| 12 \| New Forest \| 2005 \| 580 km² \| \| 13 \| South Downs \| 2010 \| 1641 km² \| \| \| łącznie \| \| 16 270 km² \| |                                            |               |            |
| |                                            |               |            |
| | Park Narodowy                              | Rok powołania | km²        |
| 1 | Peak District                              | 1951          | 1438 km²   |
| 2 | Lake District                              | 1951          | 2292 km²   |
| 3 | Snowdonia (wal. Parc Cenedlaethol Eryri)   | 1951          | 2142 km²   |
| 4 | Dartmoor                                   | 1951          | 956 km²    |
| 5 | Pembrokeshire Coast (wal. Arfordir Penfro) | 1952          | 620 km²    |
| 6 | North York Moors                           | 1952          | 1436 km²   |
| 7 | Yorkshire Dales                            | 1954          | 1769 km²   |
| 8 | Exmoor                                     | 1954          | 693 km²    |
| 9 | Northumberland                             | 1956          | 1049 km²   |
| 10 | Brecon Beacons (wal. Bannau Brycheiniog)   | 1957          | 1351 km²   |
| 11 | The Broads                                 | 1988          | 303 km²    |
| 12 | New Forest                                 | 2005          | 580 km²    |
| 13 | South Downs                                | 2010          | 1641 km²   |
| | łącznie                                    |               | 16 270 km² |

## Parki narodowe Szkocji
W Szkocji dotąd powołano dwa parki narodowe, proponuje się utworzenie kolejnych pięciu.
| \| \| Park Narodowy \| Rok powołania \| km² \| \| 1 \| Loch Lomond and The Trossachs (gael. Pàirc Nàiseanta Loch Laomainn is nan Tròisichean) \| 2002 \| 1865 km² \| \| 2 \| Cairngorms (gael. Pàirc Nàiseanta a' Mhonaidh Ruaidh) \| 2003 \| 4528 km² \| \| \| łącznie \| \| 6393 km² \| |                                                                                        |               |          |
| | Park Narodowy                                                                          | Rok powołania | km²      |
| 1 | Loch Lomond and The Trossachs (gael. Pàirc Nàiseanta Loch Laomainn is nan Tròisichean) | 2002          | 1865 km² |
| 2 | Cairngorms (gael. Pàirc Nàiseanta a' Mhonaidh Ruaidh)                                  | 2003          | 4528 km² |
| | łącznie                                                                                |               | 6393 km² |